# Force (Marche)
Force település Olaszországban, Marche régióban, Ascoli Piceno megyében. Lakosainak száma 1132 fő (2023. január 1.). Force Montelparo, Rotella, Santa Vittoria in Matenano, Comunanza, Montefalcone Appennino, Palmiano és Venarotta községekkel határos.

## Népesség
A település lakossága az elmúlt években az alábbi módon változott:
| Lakosok száma | 1301 | 1278 | 1132 |
|               | 2017 | 2018 | 2023 |